# Cheiloneurus ceroplastis
Cheiloneurus ceroplastis är en stekelart som beskrevs av Ishii 1923. Cheiloneurus ceroplastis ingår i släktet Cheiloneurus och familjen sköldlussteklar.
Artens utbredningsområde är Iran. Inga underarter finns listade i Catalogue of Life.